# Адміністративний устрій Виноградівського району
Адміністративний устрій Виноградівського району — адміністративно-територіальний поділ Виноградівського району Закарпатської області на 1 міську, 2 селищні та 29 сільських рад, які об'єднують 50 населених пунктів та підпорядковані Виноградівській районній раді. Адміністративний центр — місто Виноградів.

## Список радВиноградівського району
| №  | Назва                            | Центр             | Населені пункти                                               | Площа км² | Місце за площею | Населення (2001), чол. | Місце за населенням |  |
| -- | -------------------------------- | ----------------- | ------------------------------------------------------------- | --------- | --------------- | ---------------------- | ------------------- |  |
| 1  | Виноградівська міська рада       | м. Виноградів     | м. Виноградів                                                 |           |                 | 25760                  |                     |  |
| 2  | Вилоцька селищна рада            | смт Вилок         | смт Вилок                                                     |           |                 | 3419                   |                     |  |
| 3  | Королівська селищна рада         | смт Королево      | смт Королево                                                  |           |                 | 8147                   |                     |  |
| 4  | Боржавська сільська рада         | с. Боржавське     | с. Боржавське                                                 |           |                 | 2909                   |                     |  |
| 5  | Буківська сільська рада          | с. Букове         | с. Букове                                                     |           |                 | 2154                   |                     |  |
| 6  | Великоком'ятівська сільська рада | с. Великі Ком'яти | с. Великі Ком'яти                                             |           |                 | 6772                   |                     |  |
| 7  | Великокопанська сільська рада    | с. Велика Копаня  | с. Велика Копаня                                              |           |                 | 3457                   |                     |  |
| 8  | Великопаладська сільська рада    | с. Велика Паладь  | с. Велика Паладь с. Фертешолмаш                               |           |                 | 2894                   |                     |  |
| 9  | Вербовецька сільська рада        | с. Вербовець      | с. Вербовець с. Чорний Потік                                  |           |                 | 2280                   |                     |  |
| 10 | Веряцька сільська рада           | с. Веряця         | с. Веряця с. Горбки                                           |           |                 | 2647                   |                     |  |
| 11 | Дротинська сільська рада         | с. Дротинці       | с. Дротинці                                                   |           |                 | 2000                   |                     |  |
| 12 | Дюлянська сільська рада          | с. Дюла           | с. Дюла                                                       |           |                 | 1421                   |                     |  |
| 13 | Малокопанська сільська рада      | с. Мала Копаня    | с. Мала Копаня                                                |           |                 | 1380                   |                     |  |
| 14 | Матіївська сільська рада         | с. Матійово       | с. Матійово с. Вербове с. Руська Долина                       |           |                 | 1543                   |                     |  |
| 15 | Неветленфолівська сільська рада  | с. Неветленфолу   | с. Неветленфолу с. Ботар с. Нове Клинове с. Оклі с. Оклі Гедь |           |                 | 3847                   |                     |  |
| 16 | Новоселицька сільська рада       | с. Новоселиця     | с. Новоселиця                                                 |           |                 | 1435                   |                     |  |
| 17 | Новосільська сільська рада       | с. Нове Село      | с. Нове Село                                                  |           |                 | 2200                   |                     |  |
| 18 | Олешницька сільська рада         | с. Олешник        | с. Олешник                                                    |           |                 | 5870                   |                     |  |
| 19 | Оноцька сільська рада            | с. Онок           | с. Онок                                                       |           |                 | 3094                   |                     |  |
| 20 | Перехрестівська сільська рада    | с. Перехрестя     | с. Перехрестя с. Карачин                                      |           |                 | 1327                   |                     |  |
| 21 | Пийтерфолвівська сільська рада   | с. Пийтерфолво    | с. Пийтерфолво с. Тисобикень с. Форголань                     |           |                 | 5122                   |                     |  |
| 22 | Підвиноградівська сільська рада  | с. Підвиноградів  | с. Підвиноградів                                              |           |                 | 4388                   |                     |  |
| 23 | Пушкінська сільська рада         | с. Пушкіно        | с. Пушкіно                                                    |           |                 | 1421                   |                     |  |
| 24 | Сасівська сільська рада          | с. Сасово         | с. Сасово                                                     |           |                 | 2281                   |                     |  |
| 25 | Теківська сільська рада          | с. Теково         | с. Теково с. Гудя                                             |           |                 | 2135                   |                     |  |
| 26 | Фанчиківська сільська рада       | с. Фанчиково      | с. Фанчиково с. Притисянське с. Тросник                       |           |                 | 4405                   |                     |  |
| 27 | Хижанська сільська рада          | с. Хижа           | с. Хижа                                                       |           |                 | 1714                   |                     |  |
| 28 | Чепівська сільська рада          | с. Чепа           | с. Чепа с. Гетиня с. Затисівка                                |           |                 | 3224                   |                     |  |
| 29 | Чернянська сільська рада         | с. Черна          | с. Черна                                                      |           |                 | 2226                   |                     |  |
| 30 | Чорнотисівська сільська рада     | с. Чорнотисів     | с. Чорнотисів с. Холмовець                                    |           |                 | 2947                   |                     |  |
| 31 | Шаланківська сільська рада       | с. Шаланки        | с. Шаланки                                                    |           |                 | 3110                   |                     |  |
| 32 | Широківська сільська рада        | с. Широке         | с. Широке                                                     |           |                 | 2411                   |                     |  |

* Примітки: м. — місто, смт — селище міського типу, с. — село